# Amtsgericht Nürnberg

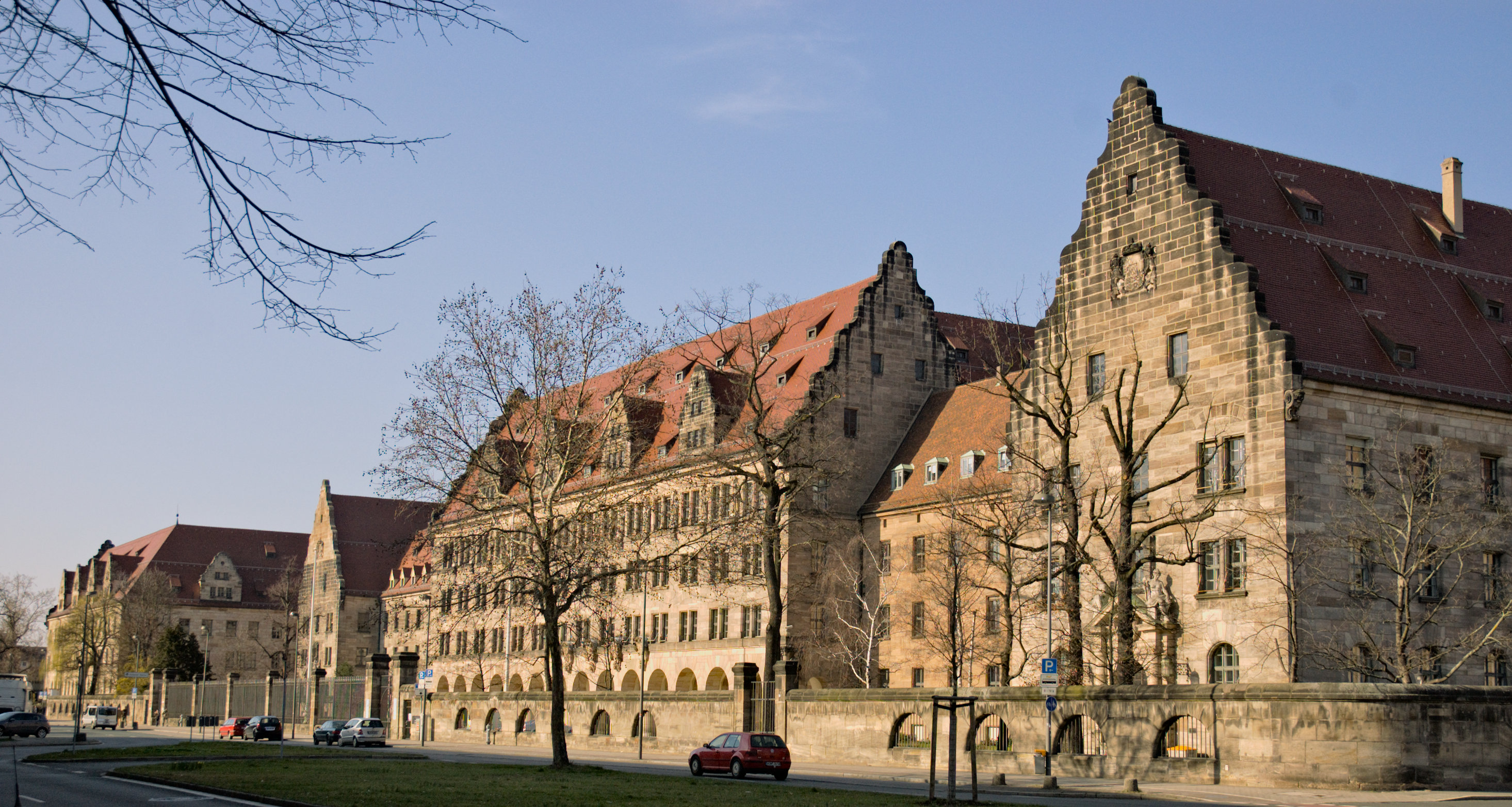
Der Justizpalast in Nürnberg, Sitz des Amtsgerichtes (2007)

Das Amtsgericht Nürnberg ist das zuständige Amtsgericht für die kreisfreie Stadt Nürnberg und ein Gericht der ordentlichen Gerichtsbarkeit. Das Amtsgericht hat drei Gebäude, in der Fürther Straße 110, der Bärenschanzstraße 72a sowie in der Flaschenhofstraße 35.

## Geschichte
Der Vorläufer, das k.b. Landgericht Nürnberg, war ein von 1808 bis 1879 bestehendes bayerisches Landgericht älterer Ordnung. Mit der Umbenennung des Landgerichts in Amtsgericht durch das deutsche Gerichtsverfassungsgesetz von 1879 wurde gleichzeitig ein neues Landgericht Nürnberg als Mittelinstanz errichtet, das bis 1932 bestand.

## Sachverhalte und Zuständigkeitsbereiche
In der Fürther Straße werden folgende Sachverhalte bearbeitet:
- Beratungshilfe
- Erzwingungshaft
- Familienverfahren
- Gerichtszahlstelle
- Legalisation von Urkunden
- Mietsachen
- Rechtsantragstelle
- Strafverfahren
- Wohnungseigentumsverfahren
- Zeugenbetreuungsstelle
- Zivilverfahren

Direkt neben dem Hauptbau in der Fürther Straße 110 residiert in der Bärenschanzstraße 72a (unmittelbar an die Justizvollzugsanstalt Nürnberg angrenzend) das Ermittlungsgericht.
In der Flaschenhofstraße werden folgende Sachverhalte bearbeitet:
- Adoptionen
- Betreuungsverfahren
- Grundbuchamt
- Insolvenzverfahren
- Nachlassverfahren
- Pflegschaftsverfahren
- Registersachen
- Vormundschaftsverfahren
- Wohnungseigentumsverfahren
- Zwangsversteigerung
- Zwangsvollstreckung
- Hinterlegungsstelle

Der Zuständigkeitsbereich des Amtsgerichts Nürnberg erstreckt sich bei besonderen Rechtsstreitigkeiten auch auf andere Teile Bayerns. So ist es auch zuständig für Insolvenz- und Immobiliarvollstreckungssachen der Amtsgerichtsbezirke Neumarkt, Schwabach und Hersbruck. Das Amtsgericht Nürnberg ist auch zentral zuständig für den Bezirk des Landgerichts Nürnberg-Fürth in Landwirtschaftssachen, Personenstandssachen und Urheberrechtsstreitigkeiten.
Des Weiteren ist das Amtsgericht Nürnberg zentral zuständig für den Bezirk des Oberlandesgerichts Nürnberg in Verfahren nach dem Adoptionswirkungsgesetz und nach dem Transsexuellengesetz.
Außerdem besteht eine erweiterte Zuständigkeit für Binnenschifffahrtssachen der Landgerichtsbezirke Ansbach, Ingolstadt und Nürnberg-Fürth sowie der Amtsgerichtsbezirke Dillingen a.d.Donau, Günzburg, Neu-Ulm und Nördlingen.

## Übergeordnete Gerichte
Das Amtsgericht Nürnberg ist dem Landgericht Nürnberg-Fürth unterstellt. Zuständiges Oberlandesgericht ist das Oberlandesgericht Nürnberg.

## Gerichtsgebäude
Das Amtsgericht Nürnberg hat zwei zentrale Gebäude. Eines befindet sich in der Fürther Straße und das zweite in der Flaschenhofstraße. Das Justizgebäude in der Flaschenhofstraße hat eine lange Geschichte. Erbaut wurde es von 1884 bis 1887 und als Königliche Kunstgewerbeschule genutzt. 1940 wurde sie zur Akademie der Bildenden Künste erhoben. In der Nacht vom 10. zum 11. August 1943 wurde das Gebäude durch einen Luftangriffe schwer beschädigt und der Dachstuhl sowie die Kuppel wurden komplett zerstört. 1953 wurde das Gebäude wieder als Justizgebäude aufgebaut und mit einem Flachdach versehen. Im Folgejahr zogen die Justizdienststellen ein (Verwaltung des Amtsgerichts, Zivil- und Strafabteilung, Gerichtskasse, Gerichtsvollzieher, Landgericht).
Anfang der 1970er Jahre fand der Umzug der Zivil- und Strafabteilung in den Justizpalast in der Fürther Straße statt, in dem auch das Oberlandesgericht Nürnberg und das Landgericht Nürnberg-Fürth untergebracht sind.